# 薩比萊
薩比萊是拉脫維亞的城鎮，位於該國西部，距離塔爾西25公里，面積4.34平方公里，鎮上的猶太教堂在1890年建成，2011年人口1,387。第二次世界大戰期間，納粹德國在1941年屠殺當地270名居民。